# Gwiazdosz szorstki
Gwiazdosz szorstki (Geastrum campestre Morgan) – gatunek grzybów z rodziny gwiazdoszowatych.

## Systematyka i nazewnictwo
Pozycja w klasyfikacji według Index Fungorum: Geastrum, Geastraceae, Geastrales, Phallomycetidae, Agaricomycetes, Agaricomycotina, Basidiomycota, Fungi.
Takson ten zdiagnozował w 1887 r. Andrew Price Morgan. Synonimy:
- Geastrum campestre f. ochraceum V.J. Staněk 1958
- Geastrum campestre f. violaceum V.J. Staněk 1958
- Geastrum campestre var. famatinum Kuhar & Papin. 2013

Nazwę polską nadała mu Wanda Rudnicka-Jezierska w 1991 r.

## Morfologia
Owocnik
Początkowo kulisty i całkowicie schowany w podłożu. Średnica od 1,5 do 6,5 cm. Egzoperydium podczas dojrzewania pęka głęboko na 7–9 ramion, które rozchylają się na boki odsłaniając endoperydium. Jest kuliste z karbowanym otworem szczytowym. Charakterystyczną dla tego gatunku cechą są występujące na niej liczne brodawki. Ramiona są higrofaniczne; w stanie suchym otaczają główkę, w stanie wilgotnym rozchylają się na boki.
Gatunki podobne
- gwiazdosz angielski Geastrum berkeleyi występujący głównie w lasach. Również ma brodawkowatą główkę, ale jego ramiona nie są higrofaniczne i w stanie suchym nie stulają się wokół główki. Jest ponadto nieco większy[4].
- gwiazdosz chropowaty Geastrum pseudostriatum. Jest mały, ale również nie jest higrofaniczny[4].

## Występowanie i siedlisko
Występuje w Ameryce Północnej i Południowej, Europie, Azji i Australii. W piśmiennictwie naukowym na terenie Polski do 2020 r. podano 7 pewnych stanowisk. Aktualne stanowiska podaje także internetowy atlas grzybów. Znajduje się na Czerwonej liście roślin i grzybów Polski. Ma status E – gatunek wymierający. W latach 1995–2004 objęty był ochroną częściową, a od roku 2004 – ochroną ścisłą bez możliwości zastosowania wyłączeń spod ochrony uzasadnionych względami gospodarki rolnej, leśnej lub rybackiej.
Grzyb saprotroficzny naziemny. Występuje w murawach kserotermicznych, parkach, przydrożach leśnych. Owocniki tworzy głównie od sierpnia do listopada. Są trwałe przez wiele tygodni, czasami nawet w następnym roku.